# Mesocapromys
Mesocapromys (Varona, 1970) è un genere di roditori della famiglia dei Capromiidi.

## Descrizione

### Dimensioni
Al genere Mesocapromys appartengono roditori di grandi dimensioni, con lunghezza della testa e del corpo tra 208 e 297 mm e la lunghezza della coda tra 178 e 210 mm.

### Caratteristiche craniche e dentarie
Il cranio è simile a quello del genere Capromys ma con le orbite rivolte verso l'alto appena sotto il bordo della volta dorsale della scatola cranica nella regione inter-orbitale, formando direttamente la parete dorsale delle orbite stesse. Le creste sopra-orbitali pertanto sono assenti. La bolla timpanica risulta essere più grande.
Sono caratterizzati dalla seguente formula dentaria:

### Aspetto
La pelliccia è ruvida. Le parti superiori sono marroni scure o nerastre mentre le parti inferiori sono alquanto più chiare. La testa è grande, gli occhi sono piccoli. Le orecchie sono esposte. Gli arti sono brevi, la coda è lunga circa un quarto della testa e del corpo ed è cosparsa di corti peli.

## Distribuzione
Il genere è diffuso a Cuba e in alcune isole vicine.

## Tassonomia
Il genere comprende 5 specie viventi e 7 estinte.
- Mesocapromys angelcabrerai
- Mesocapromys auritus
- Mesocapromys barbouri†
- Mesocapromys beatrizae†
- Mesocapromys delicatus†
- Mesocapromys gracilis†
- Mesocapromys kraglievichi†
- Mesocapromys melanurus
- Mesocapromys minimus†
- Mesocapromys nanus
- Mesocapromys sanfelipensis
- Mesocapromys silvai†